# St. Dionysius (Nordwalde)

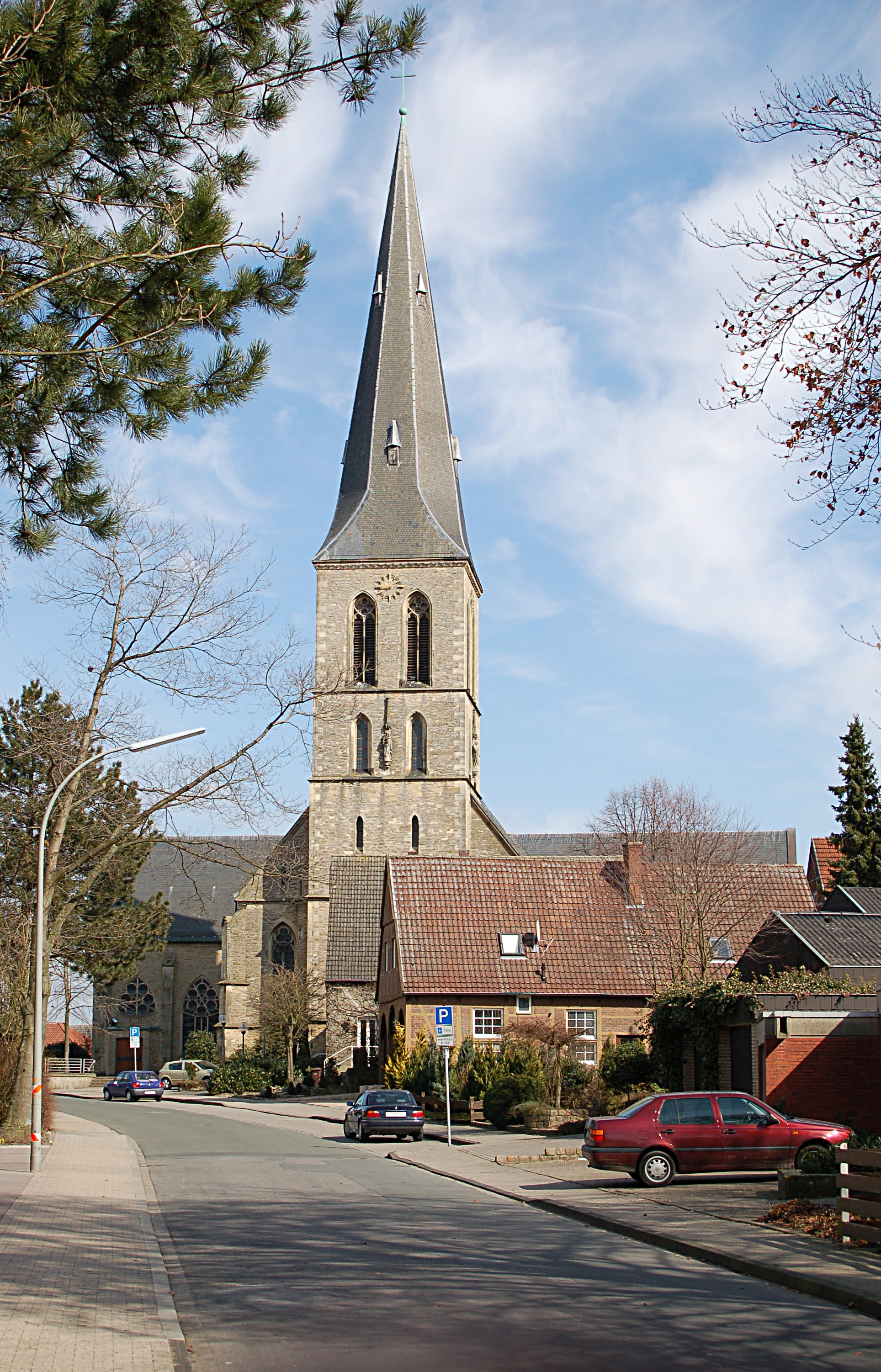
St.-Dionysius-Kirche

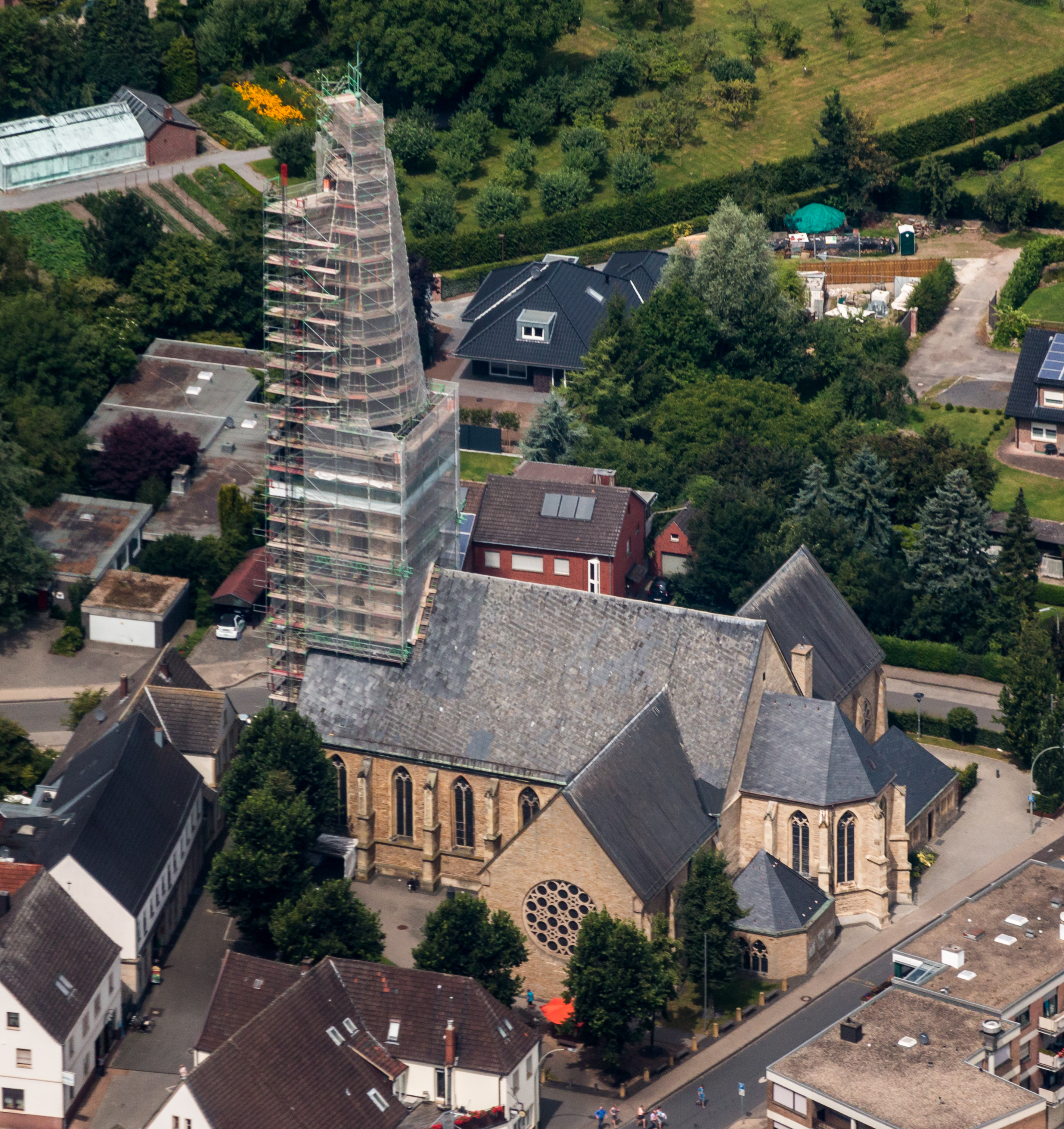
Luftbild mit Gerüst (2014)

Die katholische Pfarrkirche St. Dionysius ist ein denkmalgeschütztes Kirchengebäude in Nordwalde. Die Kirche und die dazugehörende Pfarrgemeinde gehören zum Pastoralen Raum Steinfurt im Bistum Münster.

## Geschichte
Die Kirche wurde im 15. Jahrhundert als Hallenkirche errichtet. Die tiefen Gewölbe des Langhauses ruhen auf Rundpfeilern.
Das 19. und 20. Jahrhundert brachten einschneidende bauliche Veränderungen für die bis dato dreischiffige, dreijochige Kirche. Bereits 1815 stürzte der alte Kirchturm ein und bei der Errichtung eines neuen, mit „spätbarocker“ Haube, erweiterte man das Langhaus um ein Joch im Westen. Dieser Turm brannte am Jakobitag 1894 ab und man fügte, nach den Plänen des Architekten Wilhelm Rincklake zwei weitere westliche Joche und den heute noch vorhandenen Turm mit spitzer Haube an. 1962 bis 1965 bekam die Pfarrkirche zwei Querschiffe in Breite von zwei Jochen des gotischen Baues, wobei diese durch ein wesentlich höheres Gewölbe ersetzt wurden. Somit sind vom alten Kirchbau lediglich der Chor und das ehemals (bis 1815) westlichste Gewölbefeld erhalten. Die beiden Querschiffe hat man jüngst wieder vom Kirchenraum abgetrennt und darin das Pfarrheim und die Leih-Bücherei der Gemeinde untergebracht. Ein neobarocker Hochaltar der Firma Ochsenfarth (Paderborn), angefertigt 1983 anlässlich der Auffindung dreier Altargemälde von ca. 1700 bzw. 1750, befindet sich seit 2011 in der Friedhofskapelle von Przyschetz, einem Dorf bei Proskau (Polen).

## Ausstattung
- Gotisches Sakramentshäuschen in Form eines Wandtabernakels.
- Rankenmalerei nach spätgotischem Befund aus dem Chorraum auf den Gewölbefeldern, außer den Seitenschiffgewölben von 1962.
- Kopien von gotischen Apostelfiguren an den Pfeilern, polychromiert. Die Originale befinden sich in der St.-Sebastian-Pfarrkirche Münster-Nienberge.
- Barocke Kreuzweggemälde aus Jugoslawien erworben und neu gerahmt. Die geschnitzten neogotischen Vorgänger zieren die Kapelle auf dem Friedhof an der Altenberger Straße.
- Epitaph mit Kreuzesdarstellung von 1670.
- Epitaph mit Darstellung der „Sieben Schmerzen Mariens“, 18. Jhdt.
- Kriegerdenkmal von 1920.
- Neugotischer Taufstein von 1865, neue Abdeckung 1979, diese wurde bereits wieder entfernt und in eine Skulptur „850 Jahre Christentum in Nordwalde“ integriert.
- Die übrige Ausstattung ist modern und stammt aus der Zeit der Erweiterung von 1962 bis 1965.
- Fastentuch nach Marienfelder Vorbild (1952 im Kloster „Zum Guten Hirten Münster“ angefertigt); das Vorgängertuch gleicher Art von 1860 gilt als verschollen.[3]

## Bensmann-Orgel
In der Kirche steht ein Beispiel westfälisch-norddeutscher Orgelbaukunst, die Barockorgel von Dieter Bensmann (2000) hinter dem Prospekt von Henrich Mencke aus dem Jahr 1711. Seit dem Jahr 2000 steht das Instrument unter Denkmalschutz. Der Prospekt stand bis in die 1960er Jahre in der Stiftskirche Freckenhorst und wurde dort abgebaut und eingelagert.
Die Registerbezeichnungen sind der heutigen Schreibweise angepasst, gehen aber auf die Bezeichnungen aus dem Vertrag von 1706 zurück. Das Instrument hat 25 Register auf zwei Manualen und Pedal. Die Trakturen sind mechanisch.

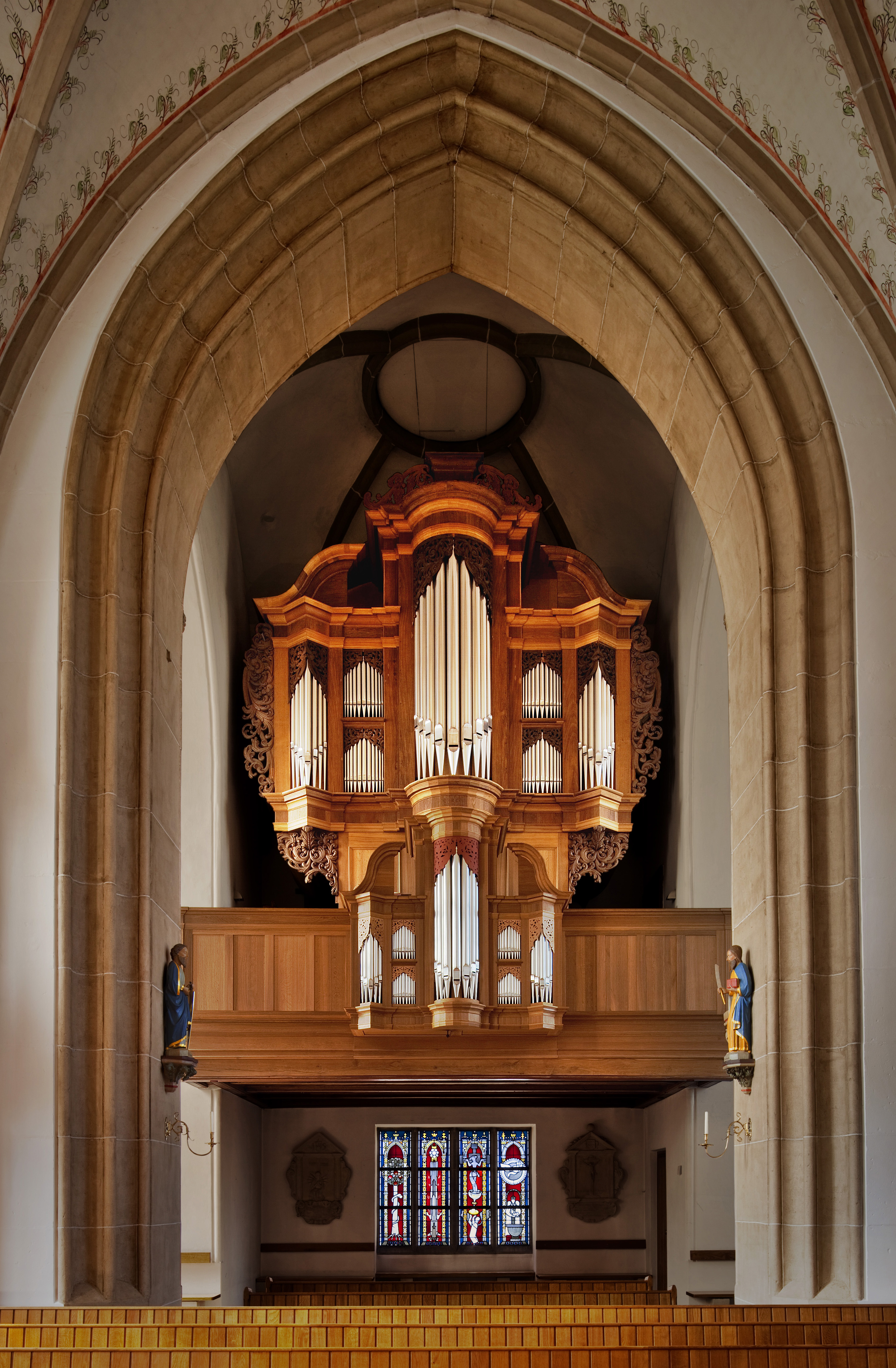
Prospekt mit Rückpositiv der barocken Bensmann-Orgel

| I Hauptwerk CD–d3 |                 |       |
| 1.                | Bordun          | 16′   |
| 2.                | Praestant       | 8′    |
| 3.                | Hohlflöte       | 8′    |
| 4.                | Oktave          | 4′    |
| 5.                | Duesflöte       | 4′    |
| 6.                | Quinta          | 3′    |
| 7.                | Octave          | 2′    |
| 8.                | Sesquialtera II | 2 ⁄3′ |
| 9.                | Mixtur IV       |       |
| 10.               | Cymbel II       |       |
| 11.               | Trompete        | 8′    |
|                   | Tremulant       |       |

| II Rückpositiv CD–d3 |                 |       |
| 12.                  | Gedackt         | 8′    |
| 13.                  | Praestant       | 4′    |
| 14.                  | Gedacktflöte    | 4′    |
| 15.                  | Octave          | 2′    |
| 16.                  | Waldflöte       | 2′    |
| 17.                  | Quintflöte      | 1 ⁄3′ |
| 18.                  | Sesquialtera II | 2 ⁄3′ |
| 19.                  | Mixtur III      |       |
| 20.                  | Krummhorn       | 8′    |
|                      | Tremulant       |       |

| Pedalwerk CD–d1 |          |     |
| 21.             | Subbaß   | 16′ |
| 22.             | Octave   | 8′  |
| 23.             | Octave   | 4′  |
| 24.             | Posaune  | 16′ |
| 25.             | Trompete | 8′  |

- Koppeln: II/I, I/P, II/P

## Glocken
Das fünfstimmige Glockengeläut im Kirchturm wurde 1947 von der Glockengießerei Junker in Brilon gegossen.
Die Glocken haben folgende Namen und Schlagtöne:
| Glocke | Name       | Schlagton | Inschrift* |
| ------ | ---------- | --------- | --- |
| 1      | Dionysius  | H°        | TEMPLUM TECTAQUE SIMUL PATRONUS FIDELIS SERVATE DEO INCORRUPTIBILEM SEMPER!                                                             |
| 2      | Bonifatius | cis'      | QUI OLIM IN TERRA GERMANAE GENTES DOCUISTI ET CONGRGASTI BONIFATI SIS NUNC IN CAELO GENTIBUS NOVAE GERMANIAE BONUM FATUM ET BENEFACTOR! |
| 3      | Ludgerus   | dis'      | QUOD OLIM SEMINAVI INSANIA IMMIMUIT ESTOTE SEMINATORES NOVI SAECULI!                                                                    |
| 4      | Maria      | fis'      | CONFLATA RENATA DENUO MARIA VOGATA AD PACEM VOCO NATIONES.                                                                              |
| 5      | Josef      | gis'      | CAEDES ET RUINAS GRATIAM DEI PRECOR VIVIFICANDI ET AEDIFICANTI.                                                                         |

* Neben den hier wiedergegebenen Texten steht auf allen Glocken der Glockenname, der Gießer und das Gussjahr  sowie der Ortsname Nordwalde.